# Meg Wolitzer
Meg Wolitzer (ur. 28 maja 1959 w Nowym Jorku) – amerykańska pisarka.
Jej rodzicami są pisarka Hilma Wolitzer z domu Liebman i psycholog Morton Wolitzer. Studiowała na Smith College. Ukończyła studia licencjackie na Brown University. W 1998 otrzymała nagrodę literacką Pushcart Prize. Jej powieści This Is Your Life i Surrender, Dorothy doczekały się adaptacji filmowych (polskie tytuły filmów To jest moje życie i Poddaj się, Dorotko).
Jej mężem jest pisarz Richard Pank; małżeństwo ma dwóch synów. Mieszka w Nowym Jorku.

## Dzieła

### Powieści
- Sleepwalking (1982)
- Caribou (1984)
- Hidden Pictures (1986)
- The Dream Book (1986)
- This Is Your Life (1988)

Seria Operation Save the Teacher
1. Tuesday Night Pie (1993)
2. Wednesday Night Match (1993)
3. Saturday Night Toast (1993)

- Friends for Life (1994)
- Surrender, Dorothy (1999)
- The Wife (2003; wydanie polskie 2005 Żona)
- The Position (2005; wydanie polskie 2007 Pozycja)
- The Ten-Year Nap (2008)
- The Uncoupling (2011)
- The Fingertips of Duncan Dorfman (2011)
- The Interestings (2013; wydanie polskie 2016 Wyjątkowi)
- Belzhar (2014; wydanie polskie 2015 Pod kloszem)
- The Female Persuasion (2019); wydanie polskie 2020 Ich siła)[3]

### Literatura faktu
- Nutcrackers: Devilishly Addictive Mind Twisters for the Insatiably Verbivorous (1991; wraz z Jessi'em Greenem)
- Fitzgerald Did It: The Writer's Guide to Mastering the Screenplay (1999)